# Akio Tomita
Akio Tomita (jap. 冨田　章夫, Tomita Akio; * 7. Dezember 1957) ist ein japanischer Badmintonspieler. 

## Karriere
Akio Tomita wurde 1985 nationaler Meister in Japan, wobei er im Mixed mit Michiko Tomita erfolgreich war. Weitere Medaillen gewann er 1986, 1987 und 1988. 1979 wurde er Studentenmeister im Herrendoppel.

## Sportliche Erfolge
| Saison | Veranstaltung                | Disziplin | Platz | Name                         |
| ------ | ---------------------------- | --------- | ----- | ---------------------------- |
| 1985   | Japan: Einzelmeisterschaften | Mixed     | 1     | Akio Tomita / Michiko Tomita |